# Hoederecht (Zone Stad)
Hoederecht is de 2de aflevering van VTM's politieserie Zone Stad. De aflevering werd in Vlaanderen voor het eerst uitgezonden op 20 december 2003.

## Verhaal
Hoofdinspecteur Tom Segers moet samen met zijn nieuwe partner Dani Wauters een kroeg in de gaten houden waar prostitutie plaatsvindt. De samenwerking verloopt echter allesbehalve soepel. Er worden inderdaad prostituees gevonden en de kroegbaas wordt meegenomen voor verhoor.
Leen Van de Velde komt een klacht neerleggen omdat haar ex-man haar kinderen niet heeft teruggebracht na zijn bezoek. Tom en Dani stellen een onderzoek in maar dat wil niet echt vlotten omdat ze slecht samenwerken. Wanneer de man zelfmoord pleegt lijkt het onderzoek helemaal vast te zitten.
De echtgenoot van hulpagente Katrien is razend als hij verneemt dat zijn vrouw een verhouding heeft met commissaris Wim Jacobs. Hij komt naar het bureau om Wim eens een goed pak rammel te geven. Hij kan uiteindelijk nog net worden tegengehouden.
Ruige Ronny heeft een tip over de zoon van Rosse John, Dani besluit hem op te pakken dit tot ergernis van Tom die had hem willen volgen naar zijn vader. Hij is woest op Dani en weigert haar excuses te aanvaarden. 
Er lijkt een doorbraak te komen in de zaak naar de vermiste kinderen van Leen Van de Velde wanneer er een tip komt over een garagebox. Tom en Dani haasten zich naar de garagebox om de kinderen te redden.

## Rolverdeling
- Guy Van Sande - Tom Segers
- Katrien Vandendries - Dani Wauters
- Ivan Pecnik - Wim Jacobs
- Robrecht De Roock - Jean Verbeken
- Jan Van Looveren - Jean Bellon
- Anne Mie Gils - An Treunen
- Rudi Delhem - Ivo Celis
- Tom Van Landuyt - Ronny Nijs
- Isabel Leybaert - Katrien Meersman
- Iris Van Hoof - Ellen Biesemans
- Steph Baeyens - Roy Leyseele
- Barbara De Jonge - Leen Van de Velde
- Gerd De Ley - Robert De Knop
- Roger Baum - Kroegbaas